# Angelina Banović-Markovska
Angelina Banović-Markovska (makedonski: Aнгелина Бановиќ-Марковска, 10. listopada 1966.) redovita je profesorica na Filološkom fakultetu „Blaže Koneski” Sveučilišta Sv. Ćirila i Metoda u Skoplju. Predaje predmete koji se bave područjem književnosti i kulturalnih studija.
Od 2012. do 2015. godine gostujuća je profesorica na Doktorskoj školi društveno-humanističkih znanosti Sveučilišta Josipa Jurja Strossmayera u Osijeku. Članica je Makedonskog društva književnika.

## Djela
- Diskurs i ekskurs o književnosti i kulturi (Skoplje, 2017.);
- Politika. Kultura. Identitet: interkulturalni dijalog – u koautorstvu sa Zlatkom Kramarićem (Skoplje, 2012. / Osijek – Zagreb, 2013.);
- Grupni portret: kulturološki i književno-teorijski eseji (Skoplje, 2007.);
- Hipertekstualni dijalozi: intertekstualnost i 20. stoljeće u južnoslavenskim književnostima (Skopje, 2004.);
- Likovi-antagonisti (Skoplje, 2001.)
- Interpretativne strategije: teorijsko-kritički esеji (Skoplje, 1999.).

Priredila je i dvije antologije: A Cage of Wrinkles: A Thematic Selection of Contemporary Macedonian Poetry (Skopje, 2007., na makedonskom i na engleskom jeziku) i DON’T YOU FYROM ME: suvremena makedonska priča (Osijek, 2009.).